# Колокольников, Олег Николаевич
Олег Николаевич Колокольников (род. 12 августа 1935) — советский хоккеист, нападающий.

## Биография
Играл за команды чемпионата СССР «Динамо» Ленинград (1952/53 — 1953/54) и «Торпедо» Горький (1955/56 — 1956/57). Выступал за ленинградские клубы низших лиг ЛИИЖТ (1956/57) и ЛПИ / «Политехник» (1959/60 — 1960/61, 1963/64).